# Opposizione (astrologia)
In astrologia si definisce opposizione l'aspetto tra due pianeti corrispondente ad una distanza angolare di 180 gradi e viene indicata con il simbolo .

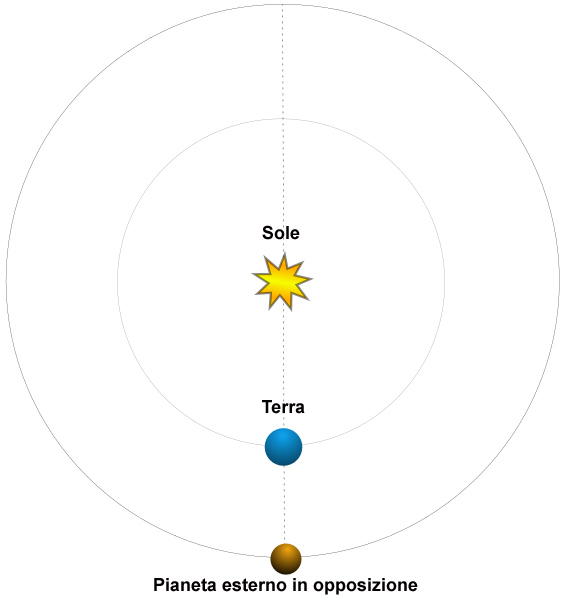

Si presenta tra due pianeti situati in segni opposti nel grafico (180°) con una oscillazione di 8°-10° come per esempio la Luna posta in Cancro a 20° e Mercurio a 15° in Capricorno.
Se la distanza è di 180° esatti si verifica la massima opposizione che diminuisce di intensità man mano che l'aspetto si fa meno preciso.
Anticamente era considerato un aspetto malefico. Per molti astrologi moderni sebbene lo si consideri "difficile" non è così negativo come la quadratura.
In astrologia, un lungo periodo di opposizione fra pianeti è anzi considerato positivo perché dallo scontro delle due tendenze può scaturire una migliore analisi e comprensione degli avvenimenti.
L'aspetto, comunque, deve essere interpretato studiando i pianeti coinvolti in rapporto ai segni e alle case in cui essi si trovano.